# Yera Allon
Yera Allon, anche nota come Chameleon Girl, è un personaggio immaginario, una supereroina e un membro della Legione dei Super-Eroi nell'Universo DC del 30º e 31º secolo.

## Pre-Ora Zero
Nella continuità pre-Ora Zero, il Legionario veterano Colossal Boy (Gim Allon) fu finalmente in grado di applicare in modo tangibile i propri sentimenti sulla sua compagna di squadra Shrinking Violet quando i due apparentemente divennero una coppia. La relazione si sviluppò velocemente, e i due si sposarono presto. L'abbinamento fu quasi una sorpresa per tutti, in quanto lei fu precedentemente collegata a Duplicate Boy, un membro degli Eroi di Lallor e uno degli esseri più potenti del XXX secolo. Quando Duplicate Boy venne a conoscenza della relazione tra i due Legionari, diede loro la caccia e pestò Colossal Boy senza pietà finché non realizzò ciò che nessuno aveva intuito: la donna di Colossal Boy non era Shrinking Violet..
In realtà Shrinking Violet fu rapita dai radicali del suo pianeta d'origine, Imsk. Fu rimpiazzata nella Legione da Yera, un'attrice Durlaniana che utilizzò i poteri di muta forma del suo paese natio per mimare l'identià di Shrinking Violet e i suoi poteri rimpicciolenti. Tuttavia, Yera fu un pedone involontario nella trama, in quanto i radicali le dissero che Violet si era ritirata in vacanza. Quando "Violet" si mise con Colossal Boy, il vice della Legione, Element Lad, e il collegamento con la polizia scientifica Shvaughn Erin divennero sospettosi, in particolare da quando "Violet" stava tradendo Duplicate Boy senza cercare di nasconderlo. Insieme a Brainiac 5 e a Chameleon Boy, riuscirono a smascherare Yera, e a salvare la vera Violet. Tuttavia, la passione tra Gim e Yera era genuina, e lui le rimase a fianco nonostante l'inganno iniziale.
Shrinking Violet nutrì risentimento nei confronti di Yera per anni, nonostante il fatto che la Durlaniana venne lei stessa imbrogliata. Nella versione della Legione di "Five Years Later", Violet finalmente perdonò Yera.

## Post-Crisi Infinita
Gli eventi della miniserie Crisi infinita sembrarono aver ricostituito una Legione analoga a quella presente nella continuità pre-Crisi sulle Terre infinite, come visto nella storia "The Lightning Saga" in Justice League of America e Justice Society of America, e nella storia "Superman e la Legione dei Super-Eroi" presente in Action Comics. Yera divenne membro della Legione dei Super Eroi sotto il nome in codice di "Chameleon Girl".
Tuttavia, siccome gli eventi successivi in "Five Year Gap" non furono reincorporati nella continuità corrente, Chameleon Girl e Shrinking Violet rimasero in disaccordo l'una con l'altra.

## Lost Legion, volume 2
Al momento, Yera è incastrata sulla Terra del XXI secolo (insieme ai suoi compagni Wildfire, Dawnstar, Timber Wolf, Tyroc, Tellus e Gates) in una missione per salvare il futuro. In più, hanno scoperto che sono costretti a rimanere dove si trovano a causa del contagio di un patogeno che potrebbe cancellare il 31º secolo se dovessero tornarvi.